# Potapowicze (rejon janowski)
Potapowicze (biał. Патапавічы, Patapawiczy; ros. Потаповичи, Potapowiczi) – wieś na Białorusi, w obwodzie brzeskim, w rejonie janowskim, w sielsowiecie Brodnica, nad Piną, przez którą kursuje tutaj prom.

## Historia
W Rzeczypospolitej Obojga Narodów przynależały do powiatu pińskiego województwa brzeskolitewskiego. Była wówczas własnością pińskiego monasteru bazylianów. W wyniku II rozbioru Polski weszły w skład Rosji, w ramach której w XIX i w początkach XX w. położone były w guberni mińskiej, w powiecie pińskim, w gminie Duboj, następnie Brodnica.
W dwudziestoleciu międzywojennym leżały w Polsce, w województwie poleskim, w powiecie pińskim, w gminie Brodnica. W 1921 wieś liczyła 568 mieszkańców, zamieszkałych w 118 budynkach, w tym 567 Białorusinów i 1 Żyda. 567 mieszkańców było wyznania prawosławnego i 1 mojżeszowego.
Po II wojnie światowej w granicach Związku Sowieckiego. Od 1991 w niepodległej Białorusi.